# Jarosław Praszczałek
Jarosław Praszczałek (ur. 27 lutego 1989 w Warszawie) – polski dyrygent, kompozytor, instrumentalista, pedagog, popularyzator wiedzy o muzyce, wykładowca akademicki.

## Życiorys

### Wykształcenie
Ukończył studia na Wydziale Kompozycji, Dyrygentury i Teorii Muzyki (kierunek: dyrygentura symfoniczno-operowa) na Uniwersytecie Muzycznym Fryderyka Chopina w Warszawie. Licencjat obronił w klasie prof. Marka Pijarowskiego, studia magisterskie – w klasie prof. Szymona Kawalli. Swoje umiejętności doskonalił na międzynarodowych kursach dyrygenckich prowadzonych przez takich mistrzów batuty jak Douglas Bostock, Frank Cramer, Colin Metters czy Johannes Stert. W 2017 roku uzyskał na macierzystej uczelni stopień doktora sztuk muzycznych w dyscyplinie artystycznej dyrygentura.

### Kariera muzyczna
Od 2011 roku jest prelegentem koncertów edukacyjnych w Filharmonii Narodowej w Warszawie, a od 2014 roku pracuje jako dyrygent-pedagog w Zespole Państwowych Szkół Muzycznych nr 1 w Warszawie. Od 2017 roku jest wykładowcą Uniwersytetu Muzycznego Fryderyka Chopina w Warszawie, gdzie prowadzi zajęcia na Wydziale Dyrygentury Symfoniczno-Operowej oraz jest organizatorem licznych konferencji naukowo-artystycznych. Od 2020 roku pełni funkcję kierownika Podyplomowych Studiów Dyrygentury Orkiestr Dętych w Uniwersytecie Muzycznym Fryderyka Chopina w Warszawie. Jako dyrygent współpracuje z Polską Orkiestrą Sinfonia Iuventus, Orkiestrą Symfoniczną Uniwersytetu Muzycznego Fryderyka Chopina w Warszawie, Filharmonią Świętokrzyską im. Oskara Kolberga w Kielcach, Filharmonią Kameralną im. Witolda Lutosławskiego w Łomży, Filharmonią Rybnicką im. Braci Szafranków, Elbląską Orkiestrą Kameralną, Radomską Orkiestrą Kameralną, Płocką Orkiestrą Symfoniczną, Teatrem Muzycznym Arte Creatura, Teatrem Muzycznym Proscenium oraz Teatrem Rozmaitości w Warszawie. Z prowadzonymi przez siebie młodzieżowymi orkiestrami, artysta występował w Filharmonii Narodowej w Warszawie, Filharmonii Bałtyckiej w Gdańsku, Filharmonii Częstochowskiej, w siedzibie Narodowej Orkiestry Symfonicznej Polskiego Radia w Katowicach, a także na festiwalach muzycznych w Grecji, Niemczech, na Słowacji i na Węgrzech. Ważną częścią jego działalności dyrygenckiej są również prawykonania utworów muzyki współczesnej oraz popularyzowanie zapomnianych dzieł muzyki polskiej epoki klasycyzmu i romantyzmu (Uwertury Królowa Jadwiga i Jan III Sobieski, I Koncert fortepianowy g-moll, II Koncert fortepianowy G-dur Wojciecha Sowińskiego, Adagio et Allegro Concertans Franciszka Mireckiego, Koncert fortepianowy h-moll Józefa Krogulskiego). Artysta jest jurorem międzynarodowych konkursów dyrygenckich i kompozytorskich.

## Nagrody i wyróżnienia
- 2011 – finalista międzynarodowego konkursu improwizacji fortepianowej Transatlantyk Festival
- 2014 – finalista II edycji programu Scena Młodych Warszawskiej Opery Kameralnej, w ramach którego poprowadził prawykonania oper współczesnych kompozytorów: Wasserstimmen Dariusza Przybylskiego, Labirynt Orfeja Nikolet Burzyńskiej oraz Three Tall Tales of Doctor Monsieur Façade Ryana Latimera.
- 2015 – finalista III edycji programu Scena Młodych Warszawskiej Opery Kameralnej, w ramach którego poprowadził prawykonanie opery współczesnej Sacred Emily Eunho Changa na podstawie tekstu Gertrudy Stein.
- 2016 – dwie nominacje do Nagrody Fryderyka oraz nagroda Les Orphées d’Or, za udział w nagraniu płyty sopranistki Joanny Freszel Real Life Song, na którym artysta dyryguje prawykonaniami utworów Miłosza Bembinowa i Katarzyny Szwed.
- 2017 – stypendysta funduszu dla młodych naukowców i uczestników studiów doktoranckich Ministra Nauki i Szkolnictwa Wyższego.
- 2018 – tytuł Człowiek Roku (w kategorii Kultura) w plebiscycie magazynu Echo Dnia.
- 2020 – Stypendium Twórcze Ministra Kultury i Dziedzictwa Narodowego.
- 2021 – Stypendium Artystyczne m.st. Warszawy.